# Arenga longicarpa
Arenga longicarpa är en enhjärtbladig växtart som beskrevs av Chao Fen Wei. Arenga longicarpa ingår i släktet Arenga och familjen Arecaceae. Inga underarter finns listade i Catalogue of Life.